# Grabowno Wielkie
Grabowno Wielkie is een plaats in het Poolse district  Oleśnicki, woiwodschap Neder-Silezië. De plaats maakt deel uit van de gemeente Twardogóra en telt 1200 inwoners.